# Картавцева, Марина Игнатьевна
Марина (Мария) Игнатьевна Карта́вцева (1929—2014) — советский, российский педагог. Народный учитель СССР (1987).

## Биография
Марина Картавцева родилась 30 декабря 1929 года в селе Троицкое (ныне Семилукского района Воронежской области).
В 1954 году окончила филологическое отделение историко-филологического факультета Воронежского государственного университета.
После получения диплома о высшем образовании по распределению была направлена в Шебекино Белгородской области, где стала преподавать русский язык и литературу в школе рабочей молодёжи. С 1961 года работала директором средней школы № 2 Шебекино.
В 1966 году вернулась в Воронеж и стала трудиться учителем средней школы № 41. С 1971 года и вплоть до выхода на заслуженный отдых преподавала русский язык и литературу в средней школе № 78 Воронежа (ныне — гимназия № 9).
Долгие годы руководила педагогической практикой при Воронежском государственном университете в школе № 78.
Ей принадлежит более 150 публикаций по вопросам нравственного воспитания школьников и молодёжи, а также методике преподавания русского языка и литературы в школе. По её инициативе выходил цикл передач «Взрослым о детях» на Всесоюзном радио. Инициатор издания, предназначенного для старшеклассников сборника повестей «Книга в твоей жизни» (Воронеж, 2007; т.1-2).
Активно занималась общественной работой. С 1987 про 2004 год была председателем Воронежского областного отделения Российского детского фонда, а с 2002 года была его почётным председателем.
Умерла 16 мая 2014 года в Воронеже. Похоронена на аллее Славы Коминтерновского кладбища.

## Награды и звания
- Заслуженный учитель школы РСФСР (1975)[1]
- Народный учитель СССР (1987)[1]
- Орден Ленина
- Орден Дружбы (1998)
- Медаль Н. К. Крупской
- Медали
- Премия «Золотой фонд Воронежской области»
- Почётный гражданин Воронежа (1995)

## Память

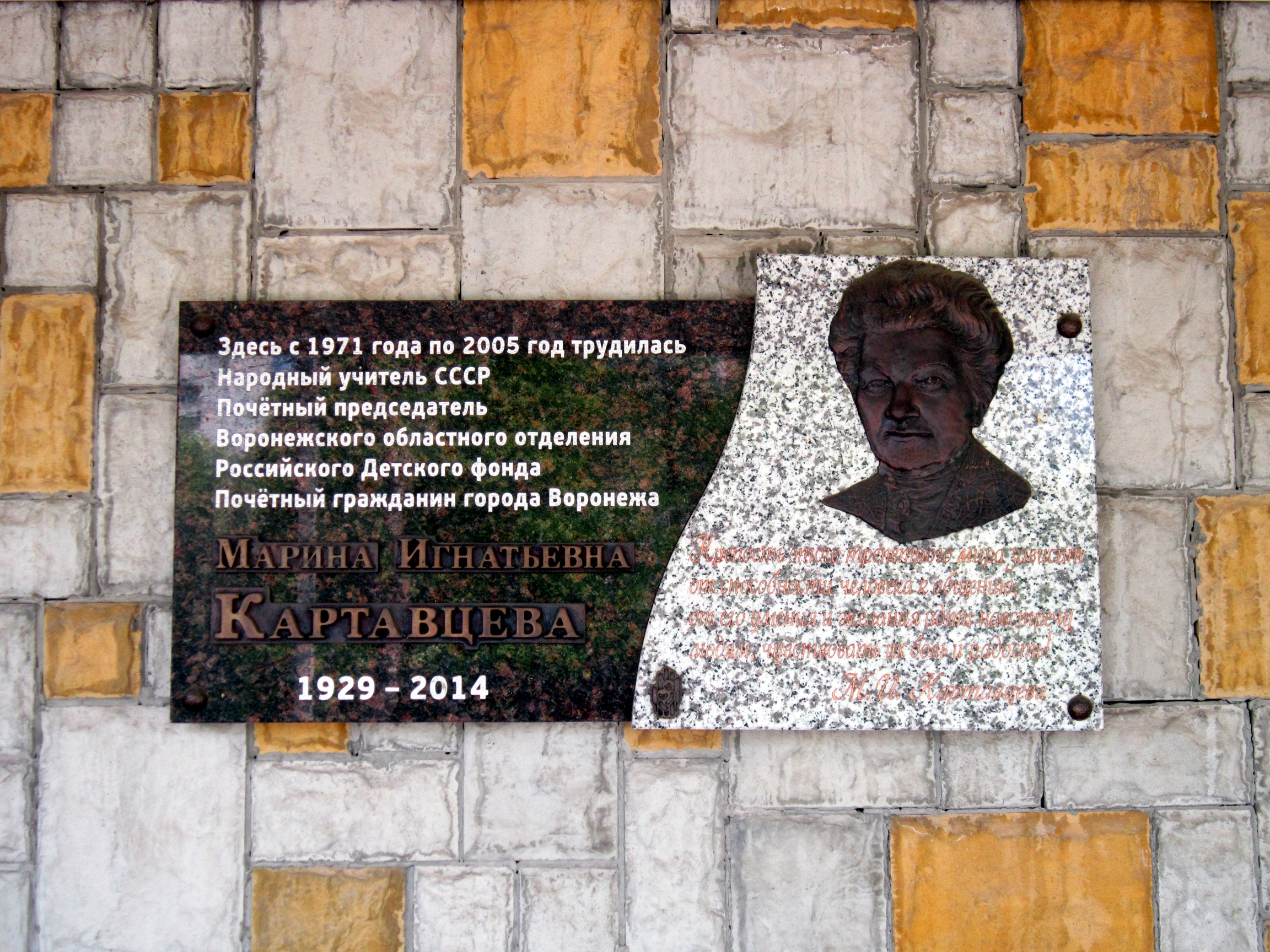
Мемориальная доска на здании гимназии № 9

- 5 октября 2017 года на здании гимназии № 9 (улица Минская, дом 23), где М. Картавцева работала многие годы, установлена мемориальная доска[2].
- Учрежден Фонд поддержки и развития русского языка им. М. И. Картавцевой, призванный продолжать её начинания в области защиты и развития русского языка.
- В Воронежской области проводится конкурс профессионального мастерства среди педагогов им. Народного учителя СССР Марины Картавцевой[3].